# Fanzel
Fanzel (dit Fanzé en wallon) est un village belge de la commune d'Érezée située en province de Luxembourg.
Avant la fusion des communes de 1977, Fanzel faisait partie de la commune de Mormont.

## Situation
Ce petit village ardennais se trouve à 4,5 km au nord d'Érezée le long de la N.876 et au confluent de l'Aisne et de l'Estinale.

## Description
Dans le village, on remarque plusieurs édifices intéressants :
- Le château-ferme dont les plus anciennes parties datent de 1711 se situe entre l'Aisne et l'Estinale. Il fut construit par les moines de l'abbaye de Stavelot.
- L'église Saint-Jean-Baptiste domine le village depuis une butte. Un mur de pierre entoure l'édifice ainsi que le vieux cimetière attenant. Cette église date de 1864.
- D'autres constructions anciennes se trouvent le long du bief du Moulin : une auberge au pignon blanc à colombages avoisine une ferme et un ancien moulin à eau[1].
- On note aussi la présence de quatre petites chapelles construites en grès dans chaque quartier du village.